# Entoloma fuscotomentosum
Entoloma fuscotomentosum är en svampart som beskrevs av F.H. Møller 1945. Entoloma fuscotomentosum ingår i släktet Entoloma och familjen Entolomataceae.  Arten är reproducerande i Sverige. Inga underarter finns listade i Catalogue of Life.